# Moschus leucogaster
Il mosco dell'Himalaya (Moschus leucogaster Hodgson, 1839), noto anche come mosco dal ventre bianco, è una specie di mosco propria delle foreste montane dell'Himalaya, considerata per molti anni una sottospecie del mosco alpino (M. chrysogaster).

## Descrizione
Il mosco dell'Himalaya pesa circa 11–18 kg e misura 86–100 cm di lunghezza e 50–55 cm di altezza al garrese. È ricoperto da un mantello di color marrone sabbia, mentre le natiche e gli arti sono più scuri. La parte ventrale è grigio-biancastra. Ha dorso arcuato e grandi orecchie simili a quelle di una lepre, con le quali è in grado di rilevare potenziali predatori. Malgrado entrambi i sessi siano dotati di lunghe zanne, quelle dei maschi tendono a essere più grandi, potendo raggiungere 7–10 cm. Questi canini si rompono con facilità, però hanno crescita continua. Come tutti i moschi, anche quello dell'Himalaya non ha corna, ma possiede una sacca del muschio tra i genitali e l'ombelico e una ghiandola caudale alla base della coda, impiegate per comunicare con i conspecifici: il muschio viene utilizzato per attirare le femmine durante la stagione degli amori, mentre con le secrezioni della ghiandola caudale i maschi marcano il territorio. Le femmine possiedono un unico paio di mammelle. In passato M. leucogaster veniva considerato appartenente alla stessa specie di M. chrysogaster, dal momento che entrambe le specie hanno caratteristiche fisiche e stili di vita molto simili: sono infatti praticamente indistinguibili l'una dall'altra e sono state separate solamente sulla base delle proporzioni del cranio. Per distinguere le due specie, Yingxiang e Grubb (1995) hanno suggerito di tener conto della gola: mentre M. chrysogaster presenta su di essa diverse strisce bianche o una macchia dello stesso colore, quella di M. leucogaster non mostra alcun disegno particolare.

## Distribuzione e habitat
Come indica il nome, il mosco dell'Himalaya vive sull'omonima catena montuosa, in Bhutan, India settentrionale (Sikkim compreso) e Nepal. Il suo areale si è notevolmente ridotto negli ultimi anni a causa della caccia e della distruzione dell'habitat.
Si ritiene che viva in habitat simili a quelli occupati dal suo stretto parente M. chrysogaster, come praterie, zone arbustive, boschi aperti e foreste di abeti. Poiché vive prevalentemente al di sopra dei 2500 m di quota, il suo habitat è costituito prevalentemente da vegetazione tipica delle regioni alpine. È ben adattato a muoversi su pareti di pendenza moderata o molto accentuata.

## Biologia
Il mosco dell'Himalaya si nutre di erba, muschi e licheni.
Durante la stagione degli amori, i maschi diventano nervosi, aggressivi e mangiano poco. Iniziano a pattugliare il proprio territorio in cerca di femmine, scontrandosi con i rivali coi loro lunghi canini. Le femmine cercano sempre di sfuggire alle attenzioni dei maschi e quando questi ultimi riescono a raggiungerle e a montarle, esse appaiono esauste. Per attirarle, i maschi sfruttano il forte odore che emana dalla sacca del muschio. La stagione degli amori va da novembre a gennaio, sebbene alcune femmine possano accoppiarsi fino a marzo. La gestazione dura 185-195 giorni. Di solito, tra maggio e giugno, nascono uno o due piccoli, dei quali la madre si prende cura per due mesi. Durante questo periodo, i piccoli rimangono nascosti e vengono avvicinati dalla madre solamente per essere allattati. A circa 6 mesi di età essi vengono svezzati e iniziano a cercare il nutrimento nell'ambiente circostante, divenendo completamente indipendenti. Raggiungono la maturità sessuale a 16-24 mesi.
In natura, il mosco dell'Himalaya può vivere fino a 10-14 anni. Oltre all'uomo, suoi principali nemici sono la lince comune, il lupo e la volpe delle sabbie tibetana.

## Conservazione
Il mosco dell'Himalaya viene inserito tra le specie in pericolo sia sulla Lista Rossa della IUCN che su quella Federale degli Stati Uniti. La CITES lo enumera in Appendice II, poiché, malgrado sia piuttosto raro, non è necessariamente minacciato, ma potrebbe diventarlo se il commercio che lo riguarda non venga al più presto regolarizzato. La sua popolazione è notevolmente diminuita a causa della caccia e della frammentazione, riduzione e distruzione dell'habitat. A causa della sua somiglianza con M. chrysogaster, però, non vi è una stima precisa del numero di esemplari. Malgrado molti moschi dell'Himalaya vivano all'interno di aree protette, il bracconaggio è ancora molto praticato a causa dell'elevato valore del muschio.